# 郭占春
郭占春（1954年4月—），汉族，中华人民共和国政治人物，第九届、第十届、第十一届全国政协委员。
担任全国工商联常委、内蒙古奈伦集团股份有限公司董事长。2008年，当选第十一届全国政协委员，代表中华全国工商业联合会，分入第二十二组。并担任民族和宗教委员会专委。